# Waaierstaartstruikkoekoek
De waaierstaartstruikkoekoek (Cacomantis flabelliformis) is een vogel uit de familie Cuculidae (koekoeken).

## Verspreiding en leefgebied
Deze soort komt wijdverspreid voor in het Australaziatisch gebied en telt zes ondersoorten:
- C. f. excitus: Nieuw-Guinea.
- C. f. flabelliformis: Australië.
- C. f. pyrrophanus: Nieuw-Caledonië en de Loyaliteitseilanden.
- C. f. meeki: de Salomonseilanden.
- C. f. schistaceigularis: Vanuatu.
- C. f. simus: de Fiji-eilanden.